# ClimatePrediction.net
ClimatePrediction.net (CPDN) ist der Name eines Volunteer-Computing-Projekts der Universität Oxford, mit dem das Klima der nächsten 50 bis 100 Jahre berechnet und damit Aussagen über das Ausmaß der globalen Erwärmung getroffen werden sollen (Klimamodell).
Der ClimatePrediction.net-Client verwendet ungenutzte Rechen- und Speicherkapazität von privaten Computern, deren Nutzer diese freiwillig zur Verfügung stellen, um Berechnungen durchzuführen.

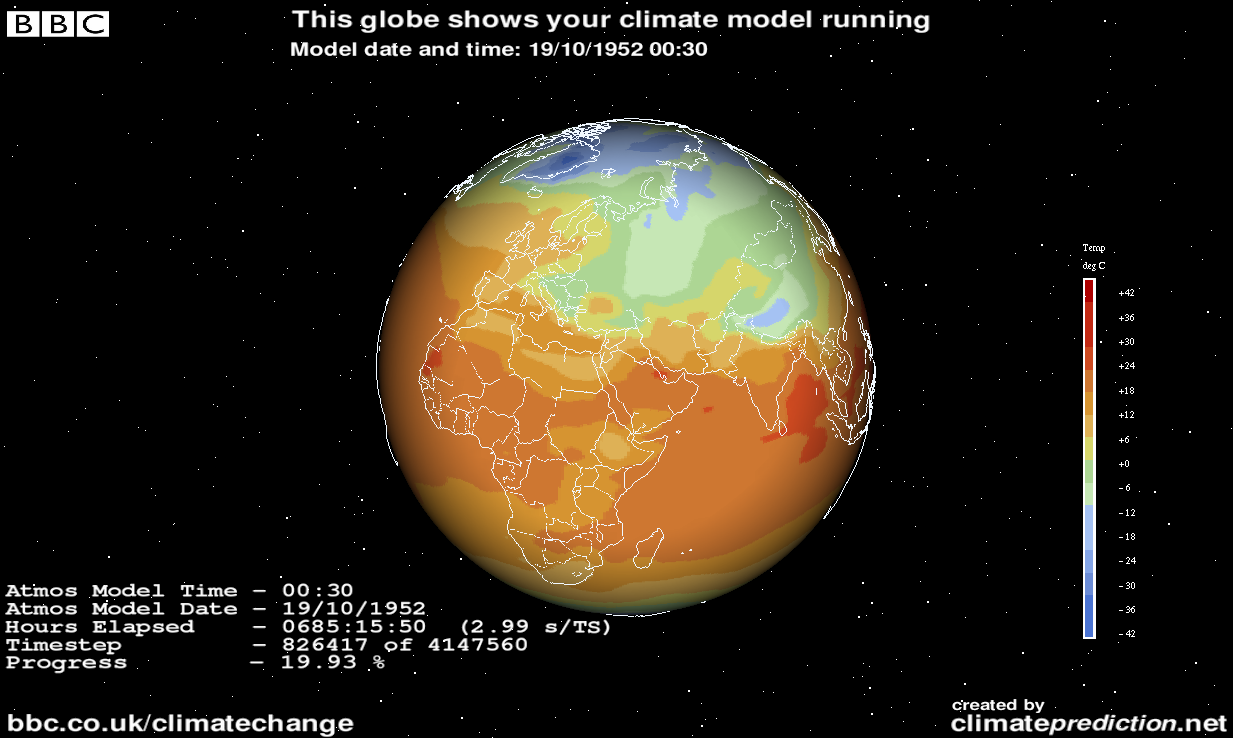
CPDN-BOINC-Client im grafischen Modus

## Projektziele
Neben dem direkten Ziel, durch eine große Zahl von Simulationen vorherzusagen, wie sich das Weltklima in den nächsten 50 bis 100 Jahren aller Wahrscheinlichkeit nach entwickeln wird, soll mit ClimatePrediction.net auch ein Beitrag zur Verbesserung der verwendeten Klimamodelle geleistet werden. In den Vorhersagen eines Klimamodells gibt es große Unsicherheiten. Einerseits sind noch nicht alle für die Berechnungen notwendigen Parameter bekannt. Andererseits wurden die Zusammenhänge zwischen diesen ebenso noch nicht genau bestimmt. Von vielen physikalischen Werten ist bekannt, dass sie signifikante Auswirkungen auf das Klima haben. Die Bestimmung dieser Werte kann durch Simulationen und Beobachtungen näherungsweise erfolgen. Die am Projekt teilnehmenden Computer rechnen jeweils mit leicht unterschiedlich parametrierten Klimamodellen und kommen folglich zu unterschiedlichen Ergebnissen. Durch den Abgleich der dann errechneten Ergebnisse mit realen Forschungsdaten können Rückschlüsse auf die Parameter gezogen und diese angepasst werden, um prozedual ein immer genaueres Berechnungsmodell zu entwickeln.

## Geschichte
Der Klimaforscher Myles R. Allen, damals am Space Science Department (Rutherford Appleton Laboratory, Chilton, Didcot) beschäftigt, verfasste einen Artikel mit dem engl. Titel „Do-it-yourself climate prediction“. Der Artikel ist am 14. Oktober 1999 in der Fachzeitschrift Nature erschienen. Darin diskutierte er computertechnische Möglichkeiten für Klimamodelle. Er zeigte anhand von SETI@home die Möglichkeit auf, damals moderne Klimamodelle wie HadCM3 nicht nur auf teuren Supercomputern laufen zu lassen, welche er aber noch für notwendig hielt, sondern diese in ein aufgabenteilendes Netzwerk einzubinden, an dem Freiwillige auch ihre Heimcomputer anbinden können. So werde die Gesamtrechen- und Speicherkapazität erhöht, was theoretisch zu einer schnelleren Fortentwicklung der Klimamodelle führen würde. Der konkrete Name des Projektes wurde dort noch nicht benannt. Allen forderte potentielle Unterstützer auf, sich bei ihm zu melden, um diese Idee umzusetzen.
Bis zum Jahr 2000 hatten sich Projektpartner gefunden, darunter die Universitäten Reading und Oxford sowie das britische Met Office. Ursprünglich lief das Projekt unter dem Namen Casino-21. 2003 wurde das Netzwerk dann der Öffentlichkeit unter dem neuen Projektnamen ClimatePrediction.net vorgestellt und mit einem Client für Windows zugänglich gemacht. Am 27. Februar 2003 wurde in Nature der von Allen verfasste Artikel „Liability for climate change“ veröffentlicht. Darin stellte er in Zusammenhang mit dem nun öffentlichen Projekt die Frage, ob es je möglich sein werde, jemanden für die Schädigung des Klimas zu verklagen. Dabei verwies er auf die Möglichkeit, durch sein Projekt eventuell rechtliche Kausalitätszusammenhänge herstellen zu können.
Am 26. August 2004 erfolgte eine Umstellung des Projektes auf eine neue Infrastruktur basierend auf dem vom SETI@home-Team entwickelten BOINC. Gleichzeitig wurden erstmals Clients für Linux und Mac OS veröffentlicht.

## Projektverlauf
Innerhalb des ClimatePrediction.net-Projekts werden mehrere Experimente durchgeführt.
Das erste Experiment diente der Eingrenzung des Parameterraums. Hierzu wurde das HadSM3-Modell des britischen Hadley-Centers verwendet, das auch für kommerzielle Wettervorhersagen in Großbritannien verwendet wird (dann allerdings mit höherer Auflösung). Dieses Modell ermöglicht eine detaillierte Simulation atmosphärischer Vorgänge, besitzt aber lediglich einen vereinfachten Ozean. Jeder teilnehmende Rechner arbeitet mit diesem Modell nacheinander drei Phasen ab: In der ersten Phase wird das Modell kalibriert. Hauptsächlich geht es dabei darum, einen Wärmefluss-Wert zu berechnen, mit dem der „Dummy-Ozean“ auf einer konstanten Temperatur gehalten werden kann. Außerdem soll festgestellt werden, ob die gewählten Parameter überhaupt ein stabiles Klima zulassen. Wenn sich bereits in dieser Phase herausstellen sollte, dass das Klima instabil wird (die Erde also bildlich gesprochen entweder zu einem Eisball wird oder ins Kochen gerät), wird die Simulation an dieser Stelle abgebrochen. Andernfalls werden zwei weitere Phasen durchlaufen, in denen der Ozean seine Temperatur verändern kann, aber der CO2-Gehalt der Atmosphäre konstant gehalten wird. In der zweiten Phase mit einem vorindustriellen CO2-Gehalt sollte die globale mittlere Temperatur idealerweise stabil bleiben. In der dritten Phase wird mit doppeltem CO2-Gehalt gearbeitet. Dabei sollte sich das Klima auf einem neuen stabilen Level einpendeln.
Im Jahr 2005 lief das zweite Experiment an. Dabei wurde ein neues Klimamodell mit voll simuliertem Ozean verwendet (zunächst HadCM3). Innerhalb dieses Experiments wurde das Klima für die Jahre 1950 bis 2000 berechnet. Für diese Zeit ist anhand von Aufzeichnungen bekannt, wie sich das Klima entwickelte. Es wurden die Kombinationen aus Startbedingungen und Parametern gesucht, für die die Vorhersage am nächsten an der tatsächlichen Klimaentwicklung lagen. Die Modelle wurden abhängig von ihren Ergebnissen in ein Ranking eingeteilt.
Das dritte Experiment, aktiv seit Februar 2006, ist eine tatsächliche Vorausberechnung für die Jahre 2000 bis 2100. Die Ergebnisse der verschiedenen Modellkombinationen werden wiederum anhand des Rankings gewichtet. Das Resultat sollte eine relativ genaue Vorhersage dessen sein, was in den nächsten 100 Jahren nach den Regeln der Wahrscheinlichkeit mit dem Klima passieren wird. Zusätzlich werden zwischendurch besondere Modelle an eine Reihe ausgewählter Rechner versandt, etwa mit einer Simulation des Schwefel-Kreislaufs.

## Nebenprojekte
Neben dem Hauptprojekt betreibt CPDN noch zwei Nebenprojekte, die ebenfalls die BOINC-Infrastruktur benutzen.
Im August 2005 wurde das Seasonal Attribution Project gestartet, das als Ziel hat, den Einfluss des vom Menschen verursachten Klimawandels auf lokale Unwetter zu erforschen. Als Beispiel für ein solches lokales, extremes Wetterereignis wird der äußerst regenreiche Herbst des Jahres 2000 über England und Wales hergenommen, der in weiten Landstrichen Großbritanniens zu Überschwemmungen geführt hatte.
Das zweite Nebenprojekt war das BBC Climate Change Experiment, das in Kooperation mit dem britischen Sender BBC gestartet wurde und das komplette Weltklima für den Zeitraum von 1920 bis 2080 simulieren sollte. Erste Ergebnisse der Simulationen waren für den Mai 2006 als BBC-Dokumentation zur Veröffentlichung geplant.

## Erste Ergebnisse
Am 27. Januar 2005 veröffentlichte das CPDN-Team erste Ergebnisse im Wissenschaftsmagazin Nature. Die Resultate von 1148 „stabilen“ Simulationen deuteten auf eine globale Erwärmung von bestenfalls 2 bis maximal 11,5 °C bei Verdoppelung des CO2-Gehalts in der Atmosphäre hin. Diese Spannbreite ist wesentlich größer als die Klimasensitivität von 2 – 4,5 °C, die von den im vierten IPCC-Report verwendeten Modellen vorhergesagt wurden. Die Analyse der Ergebnisse deutet darauf hin, dass es sich bei den CPDN-Modellen, die sehr hohe Temperaturänderungen errechnet haben, nicht um gänzlich auszuschließende, jedoch sehr unwahrscheinliche Ausreißer handelt. Sie zeigen allerdings auf, was prinzipiell möglich ist. Dass das Klima weit empfindlicher reagiert als bisher errechnet, war zwar von verschiedenen Studien für möglich gehalten worden, aber CPDN ist das erste Projekt, bei dem sich diese Möglichkeit tatsächlich an den Ergebnissen des Test-Ensembles zeigt.
Nachfolgend durchgeführte Studien konnten spezifizieren, dass eine Erhöhung der globalen Durchschnittstemperatur um mehr als 4,5 °C bei einer Verdopplung der CO2-Konzentration mit einer Wahrscheinlichkeit von höchstens 5 % eintritt.

## Zukünftige Entwicklungen
Für die Zukunft ist geplant, auch andere, nicht vom Hadley-Center stammende Klimamodelle in das Projekt einzubeziehen, beziehungsweise die bestehenden Modelle zu verbessern oder mit höherer Auflösung zu betreiben. Von den gegenwärtig auf den Clients liegenden Ergebnisdaten wird derzeit nur ein kleiner Teil tatsächlich wissenschaftlich ausgewertet. Für die Zukunft ist geplant, mit diesen Ergebnissen weitere Auswertungen zu fahren, die nicht direkt mit dem ClimatePrediction.net-Projekt verknüpft sind.